# Idealist (film)
Idealist je slovenski dramski film iz leta 1976 v režiji Igorja Pretnarja, posnet po romanu Martin Kačur Ivana Cankarja. Na Puljskem filmskem festivalu je prejel veliko zlato areno na najboljši film ter zlati areni za moško vlogo (Radko Polič) in žensko vlogo (Milena Zupančič). Prikazan je bil tudi v tekmovalnem programu Moskovskega filmskega festivala, kjer je Milena Zupančič osvojila nagrado za najboljšo žensko vlogo.

## Igralci
- Radko Polič kot Martin Kačur
- Milena Zupančič kot Tončka
- Dare Ulaga kot Ferjan
- Stevo Žigon kot duhovnik iz Zapolja
- Arnold Tovornik kot duhovnik iz Blatnega Dola
- Bert Sotlar kot župan Blatnega Dola
- Janez Albreht kot Grajzar
- Marjeta Gregorač kot Minka
- Andrej Mederal kot Lojzek